# 637
637 је била проста година.

## Догађаји
- Википедија:Непознат датум — Опсада Алепа (637): муслимански Арапи под Халидом ибн ал-Валидом освајају византијско упориште Алеп; велики град опасан зидинама се предаје после четворомесечне опсаде. Колона трупа под командом Малика ал Аштара је послата да заузме Азаз.
- Википедија:Непознат датум — Битка на железном мосту: Рашидунске снаге под Халидом ибн ал-Валидом побеђују византијску војску и хришћанске Арапе код Антиохије, на реци Оронт. То означава потпуну анексију Сирије у Рашидунски калифат.
- Википедија:Непознат датум — Опсада Јерусалима (637): Рашидунска војска (20.000 људи), коју предводи Амр ибн ел Ас, осваја Јерусалим после шестомесечне опсаде. Византијски гарнизон се предаје калифу Омару  I, којег је позвао Софроније, патријарх јерусалимски, да се помоли у цркви Светог гроба. Омар одбија, плашећи се да би прихватање позива могло угрозити статус цркве и претворити хришћанско свето место у џамију.
- Март – Опсада Ктесифона: Рашидунска војска (15.000 људи) под командом Сада ибн Аби Вакаса заузима персијску престоницу Ктесифон, после двомесечне опсаде. Краљ Јездегерд III бежи са царским благом на исток у Медију. Муслиманске снаге освајају персијске провинције све до Хузестана (савремени Иран).
- Битка код Џалуле: Арапи муслимани побеђују персијске снаге (20.000 људи) под командом Фарухзада на реци Дијала. Заузети су градови Тикрит и Мосул, чиме је завршено освајање Месопотамије. Регион западно од планине Загрос је припојен Рашидунском калифату.
- Битка код Хазира: муслиманске арапске снаге (17.000 људи) под Халидом ибн ал-Валидом поразиле су византијску војску код Кинасрина (Северна Сирија). Градове Бејрут и Тир заузео је Јазид ибн Аби Суфјан након кратке опсаде.
- Чанган, престоница династије Танг (Кина), постаје највећи град на свету, преузимајући вођство од Ктесифона, главног града Персије.
- Краљица Сеондеок од Силе (Кореја) гради астрономску опсерваторију у близини Гјонџуа (Чеомсеонгдае), једну од најстаријих у источној Азији.
- Краљ Сонгтсан Гампо гради прву палату на месту палате Потала у Ласи (Тибет).
- Муслимани замењују зороастризам исламом у Месопотамији (касније Ираку); они не терају своје покорене поданике да прихвате исламску веру, али захтевају прихватање Курана као доктрине божанског учења, и обавезиваће своје поданике да уче арапски језик.